# Szúfarkasfélék
A szúfarkasfélék (Cleridae) a rovarok (Insecta) osztályának bogarak (Coleoptera) rendjébe, azon belül a mindenevő bogarak (Polyphaga) alrendjébe tartozó család.

## Elterjedésük
Hozzávetőlegesen 270 nembe sorolt mintegy 3500 fajjal minden állatföldrajzi régióban megtalálhatóak. Magyarországon 11 nemük 22 faja fordul elő.

## Megjelenésük, felépítésük

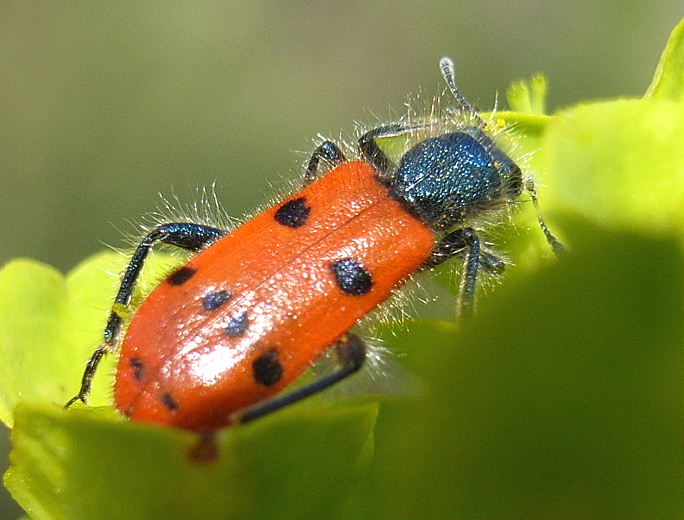
Trichodes octopunctatus aposzematikus szárnyfedőmintázata

Kis és közepes méretű bogarak (2–24 mm). Erősen szklerotizált testük nyújtott, tojásdad, testalkatuk távolról a hangyákéra emlékeztet.
Testük világosabb, elálló szőrökkel borított. Fejük szélesebb, vagy körülbelül olyan széles, mint az előtoruk. Rágójuk előreálló, erős. 11-ízű csápjaik rövidek, az előtor hosszát nem haladják meg, a végük felé gyakran megvastagodnak, és 3-6-ízű csápbunkót alkotnak. Előtoruk vagy harántos, vagy hosszabb, mint széles; ilyenkor hátrafelé kismértékben elszűkül. 

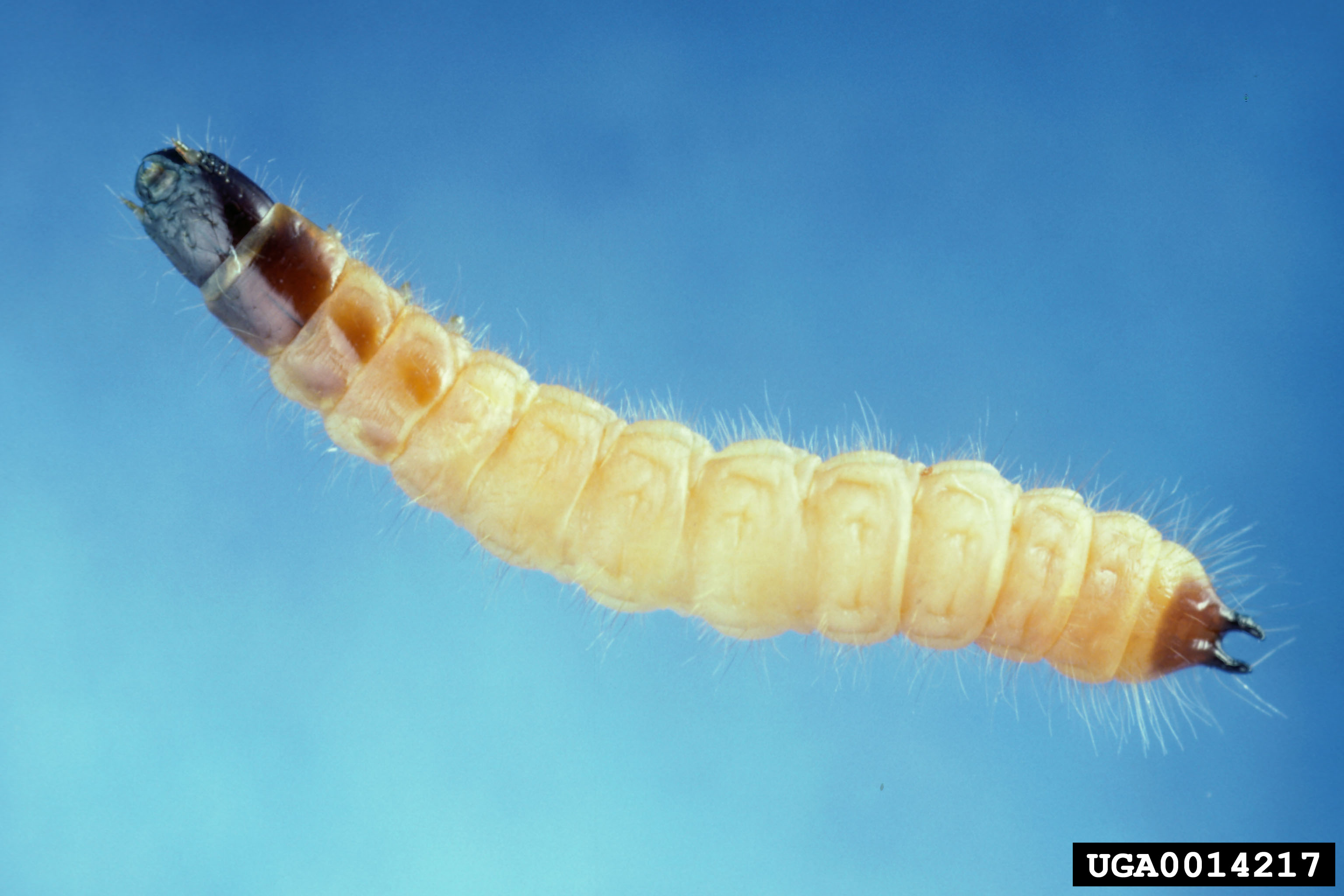
Thanasimus dubius lárvája

Szárnyfedőjük az előtornál szélesebb, általában párhuzamos szélű, az egész potrohot befedi és többé-kevésbé elkülönülő pontsorokat visel. A szárnyfedők általában feltűnő (aposzematikus) mintázatúak, sokszor fémfényűek, általában élénk színű piros, sárga, narancssárga, vagy kék harántsávokból állnak. A potrohszelvények két oldalán nincsenek kitüremlíthető bőrzsákjaik. Lábfejképletük 5-5-5, de a 4. íz sokszor nehezen észlelhető.
A lárvák hosszúkásak, hengeresek, gyengén kitinizáltak. Testük világos vagy rózsaszínű, a fejkapszula sötétebb színű. Lábaik elég rövidek.

## Életmódjuk, élőhelyük
A szúfarkasfélék nagyobb része ragadozó életmódot folytat, más fajok dögevők, illetve pollenfogyasztók.
A ragadozó fajok nappali életmódúak, farakásokon, tuskókon fordulnak elő. Erdészetileg hasznosnak tekinthetők, mivel pusztítják a fát károsító más rovarokat. Történtek próbálkozások hasznosításukra a biológiai védekezésben különféle szúfajok ellen. A közép-európai fajok közül ilyen ragadozó a vörösnyakú szúfarkas.
Dögevők a Necrobia-, Korynetes-fajok. Ezek természetes körülmények közt csak a tetemek lebomlásának egy adott fázisában fordulnak elő dögökön; ritkábban ezen fajok mint élelmiszer-kártevők léphetnek fel.

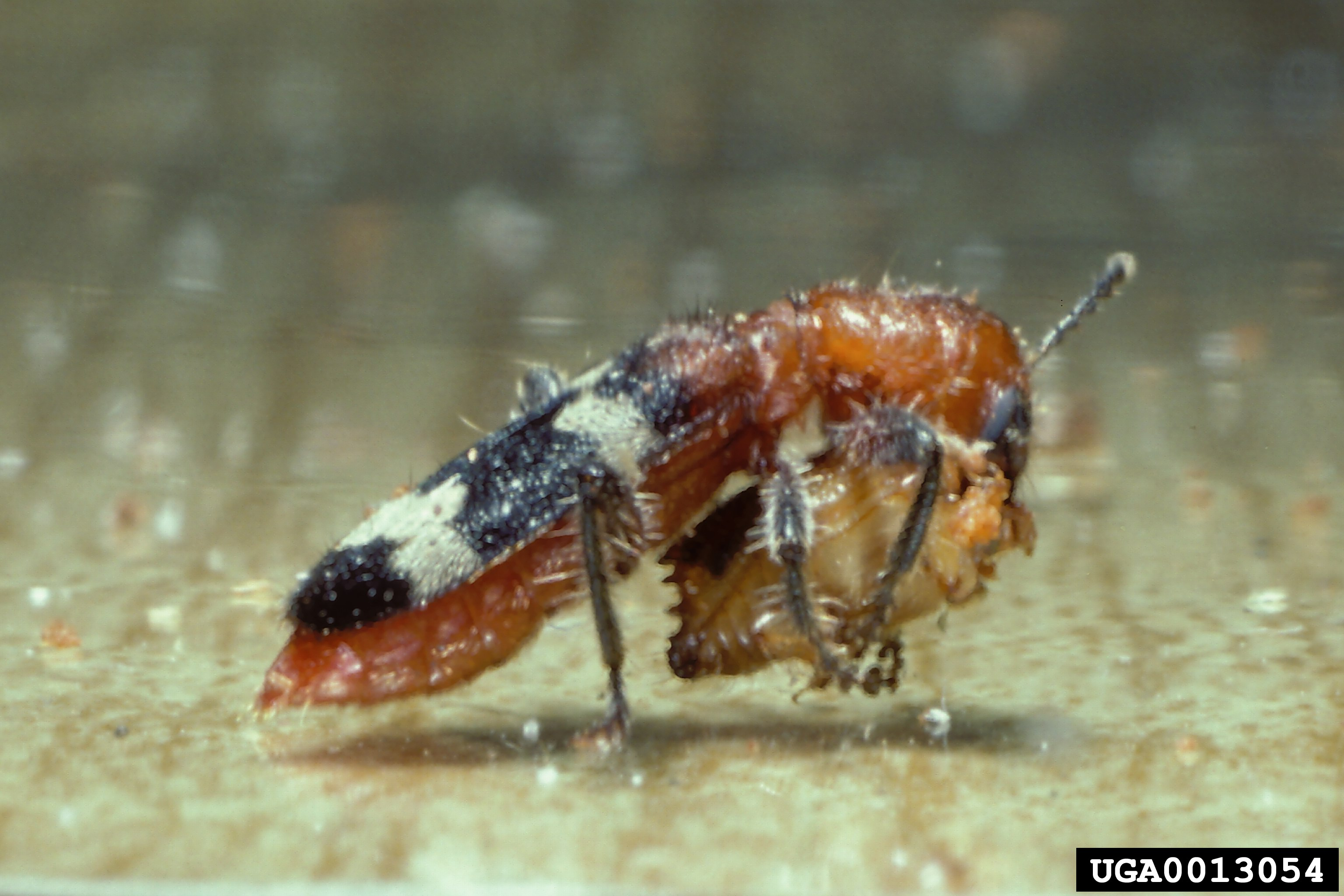
Thanasimus dubius zsákmányolás közben

A fajok harmadik része (ilyen a szalagos méhészbogár) pollenfogyasztó és ragadozó, ezen fajok virágokon, főleg az ernyősvirágzatú növények virágain tartózkodik. A nőstények vadméhek, főleg a művészméhek (Megachilidae) és az ősméhek (Colletidae), valamint a kaparódarazsak (Sphecidae) fészkeibe rakják petéiket.

## Rendszertani felosztásuk
A családot 7-8 alcsaládra osztják fel, számos nem (Dermestoides, Isohydnocera, Monophylla, Necrobia, Tarsostenus, Thaneroclerus) besorolása problematikus. Több taxonómiai rendszer a Neorthopleura nemet alcsaládi szintre emeli Neorthopleurinae néven, vagy a Korynetinae, illetve Thaneroclerinae alcsaládot emelik családi rangra.
Az általánosan elismert alcsaládjaik a következők:
- Clerinae (Latreille, 1802)
- Enopliinae (Gistel, 1856)
- Epiphloeinae (Kuwert, 1893)
- Hydnocerinae (Spinola, 1844)
- Korynetinae (Laporte, 1836)
- Tarsosteninae (Jacquelin du Val, 1860)
- Thaneroclerinae (Chapin, 1924)
- Tillinae (Leach, 1815)

## Magyarországi fajok
TILLINAE (Leach, 1815)
Denops (Fischer von Waldheim, 1829)
Nagyfejű szúfarkas (Denops albofasciatus) (Charpentier, 1825)
Tillus (Olivier, 1790)
Fekete szúfarkas (Tillus elongatus) (Linnaeus, 1758)
Sápadt szúfarkas (Tillus pallidipennis) (Bielz, 1850)
Tilloidea (Laporte de Castelnau, 1832)
Szőlő-szúfarkas (Tilloidea unifasciata) (Fabricius, 1787)  (=Tillus unifasciatus)
CLERINAE (Lacordaire, 1857)
Thanasimus (Latreille, 1806)
Vörösnyakú szúfarkas (Thanasimus formicarius) (Linnaeus, 1758)
Thanasimus femoralis (Brahm, 1797) (=Thanasimus rufipes)
Trichodes (Herbst, 1792)
Szalagos méhészbogár (Trichodes apiarius) (Linnaeus, 1758)
Hatfoltos méhészbogár (Trichodes favarius) (Illiger, 1802)
Clerus (Fabricius, 1775)
Feketenyakú szúfarkas (Clerus mutillarius) (Fabricius, 1775) (=Pseudoclerops mutillarius)
Opilo (Latreille, 1802)
Közönséges szúfarkas (Opilo mollis) (Linnaeus, 1758)
Házi szúfarkas (Opilo domesticus) Sturm, 1837)
Sárga szúfarkas (Opilo pallidus) (Olivier, 1795)
ENOPLIINAE (Cistel, 1856)
Dermestoides (Schaeffer, 1771)
Hengeres szúfarkas (Dermestoides sanguinicollis) (Fabricius, 1787)  (=Orthopleura sanguinicollis)
TARSOSTENINAE (Jacquelin du Val, 1860)
Tarsostenus (Spinola, 1844)
Fehérszalagos szúfarkas (Tarsostenus univittatus) (Rossi, 1792)
KORYNETINAE (Laporte, 1836)
Korynetes (Herbst, 1792)
Hosszúszőrű törpeszúfarkas (Korynetes caeruleus) (De Geer, 1775)  (=Corynetes obenbergeri)
Rövidszörű törpeszúfarkas (Korynetes ruficornis) (Sturm, 1837)
Necrobia (Olivier, 1795)
Vörösnyakú hullabogár (Necrobia ruficollis) (Fabricius, 1775)
Vöröslábú hullabogár (Necrobia rufipes) (De Geer, 1775)
Kék hullabogár (Necrobia violacea) (Linnaeus, 1758)
Opetiopalpus (Spinola, 1844)
Opetiopalpus scutellaris (Panzer, 1797)

## Képek

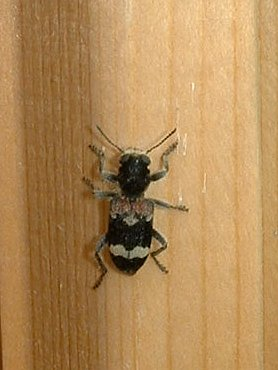
Feketenyakú szúfarkas (Clerus mutillarius) (Clerinae)
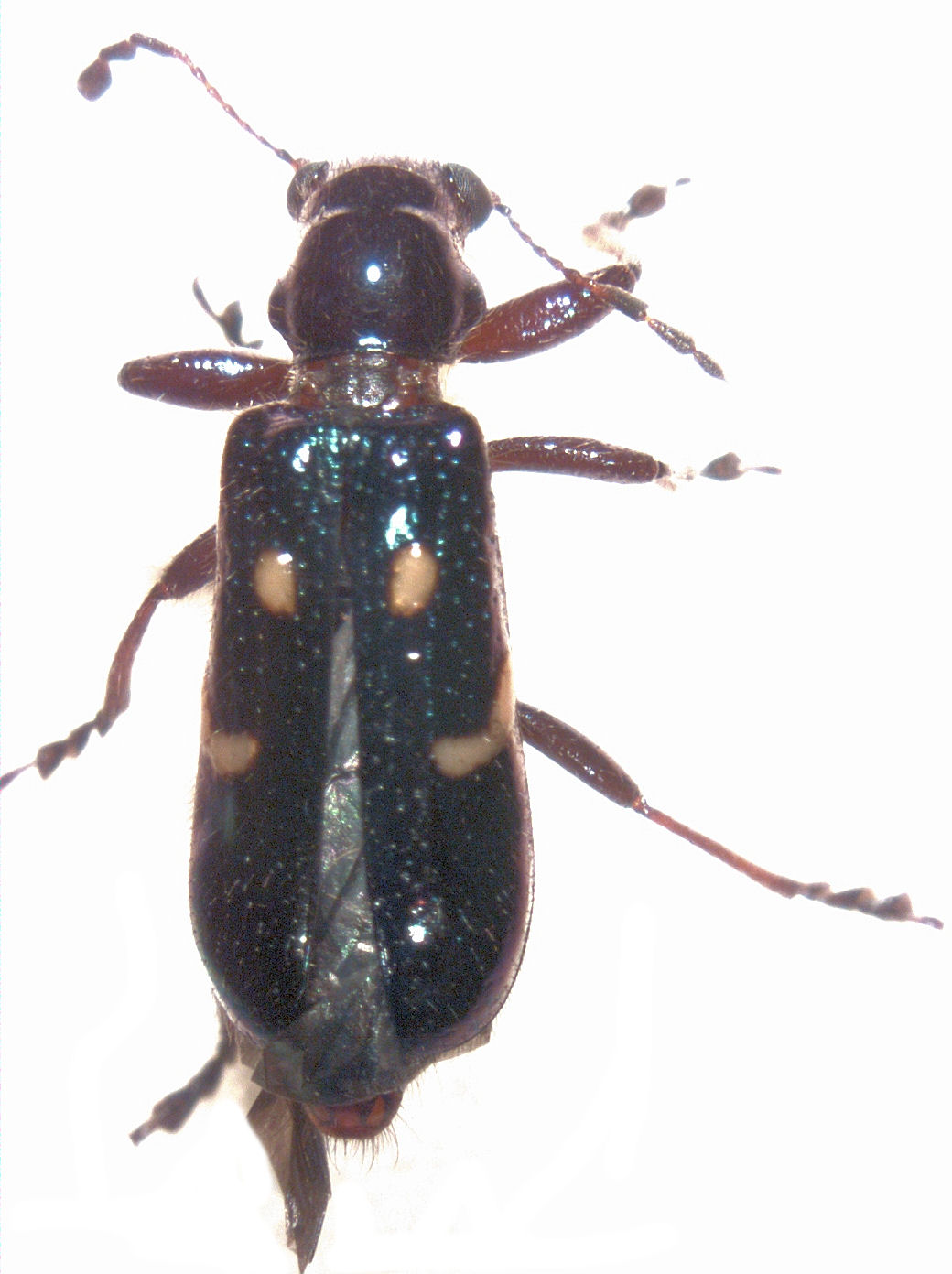
Phymatophaea guttigera (Enopliinae)
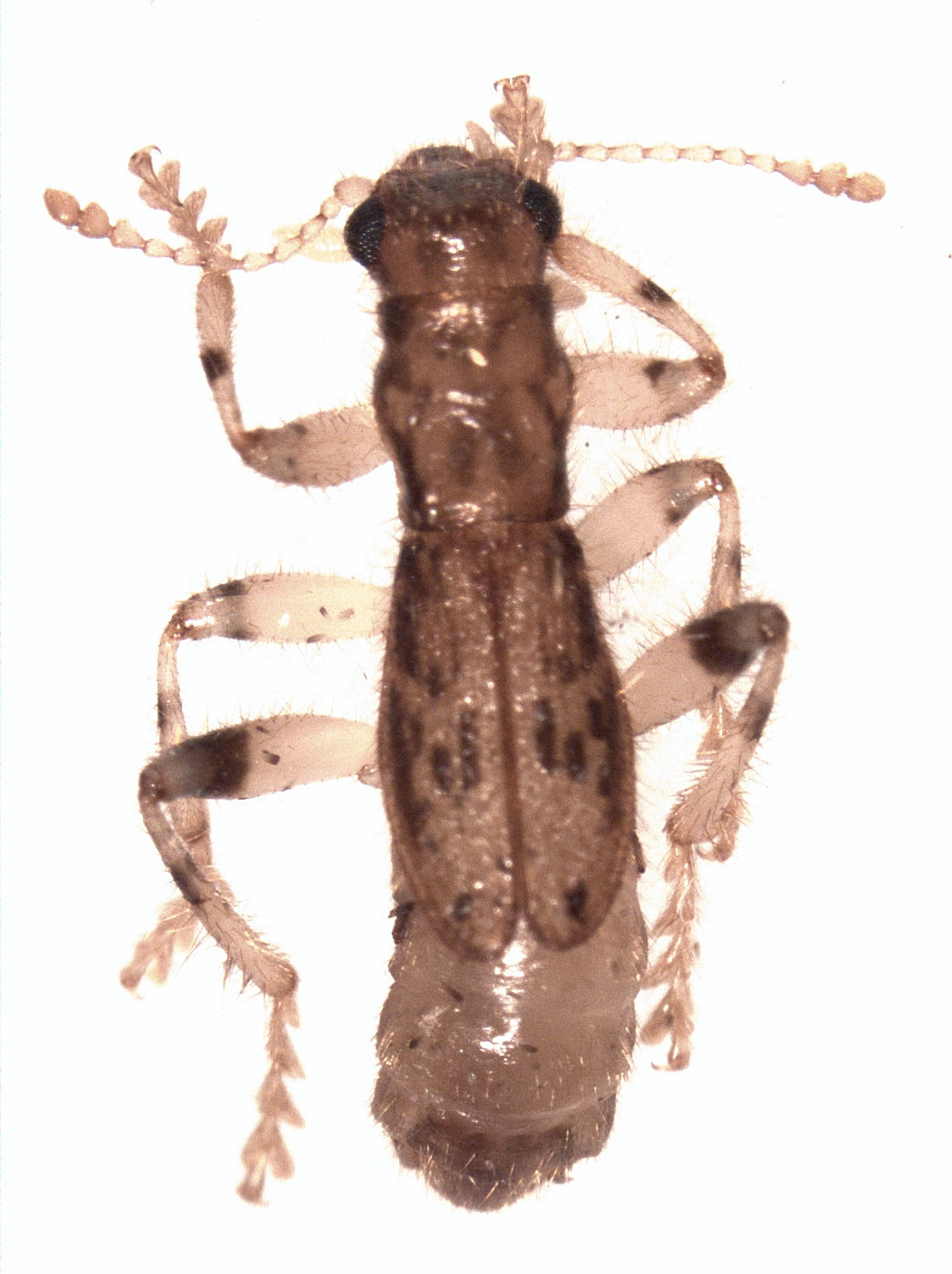
Lemidia aptera (Hydnocerinae)
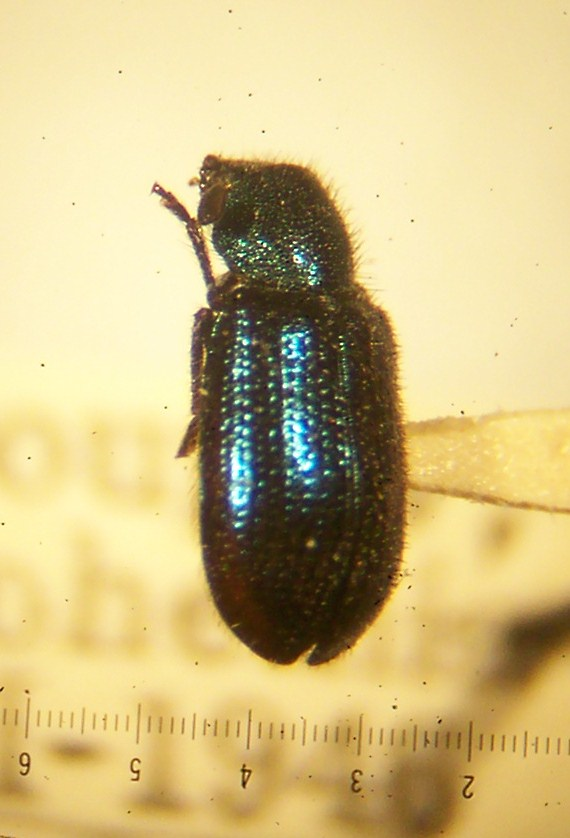
Kék hullabogár (Necrobia violacea) (Korynetinae)
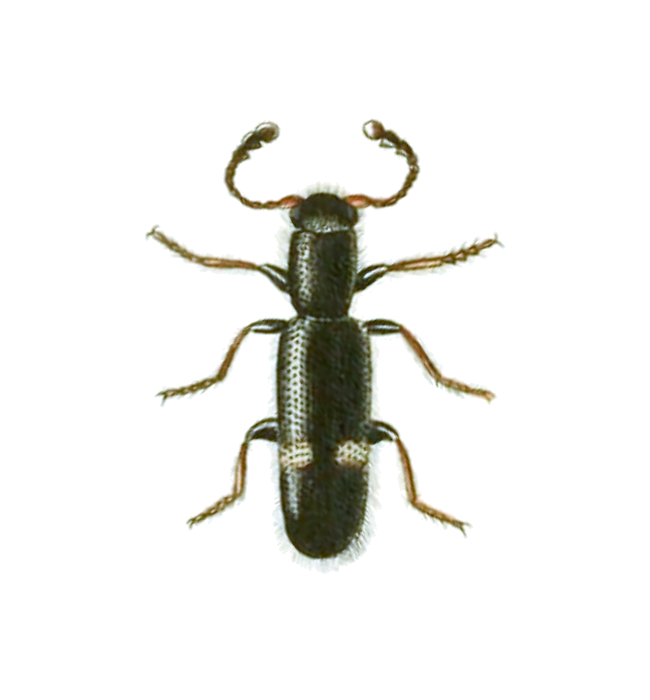
Tarsostenus univittatus (Tarsosteninae)
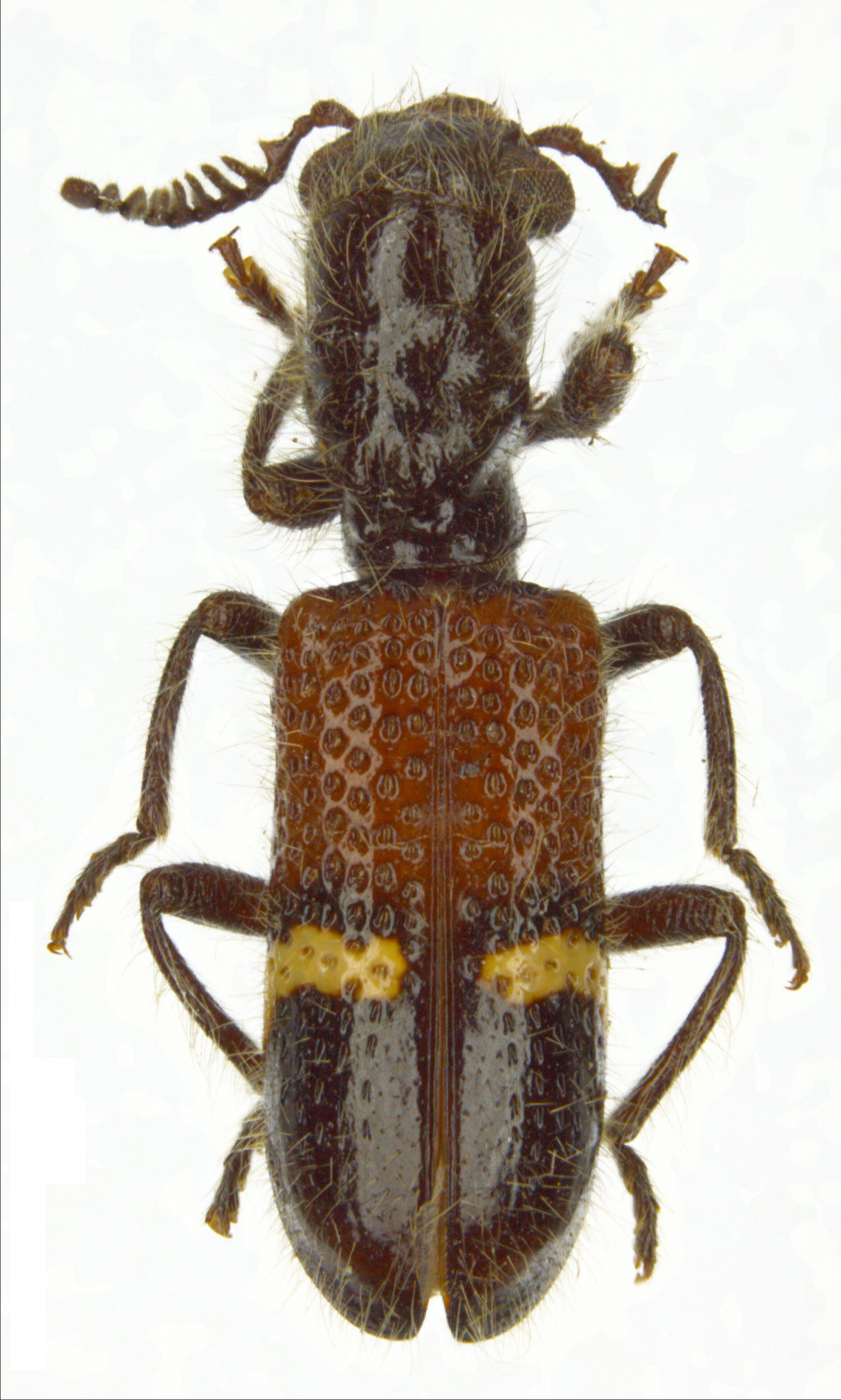
Diplocladus kuwerti (Tillinae)
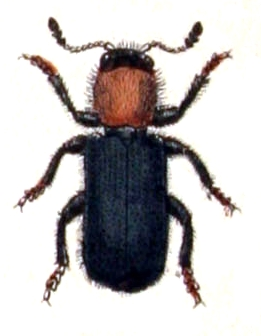
Hengeres szúfarkas (Dermestoides sanguinicollis) (incertae sedis)

## Fordítás
- Ez a szócikk részben vagy egészben  a   Cleridae című angol Wikipédia-szócikk fordításán alapul.  Az eredeti cikk szerkesztőit annak laptörténete sorolja fel. Ez a jelzés csupán a megfogalmazás eredetét és a szerzői jogokat jelzi, nem szolgál a cikkben szereplő információk forrásmegjelöléseként.